# Fort de Montrouge

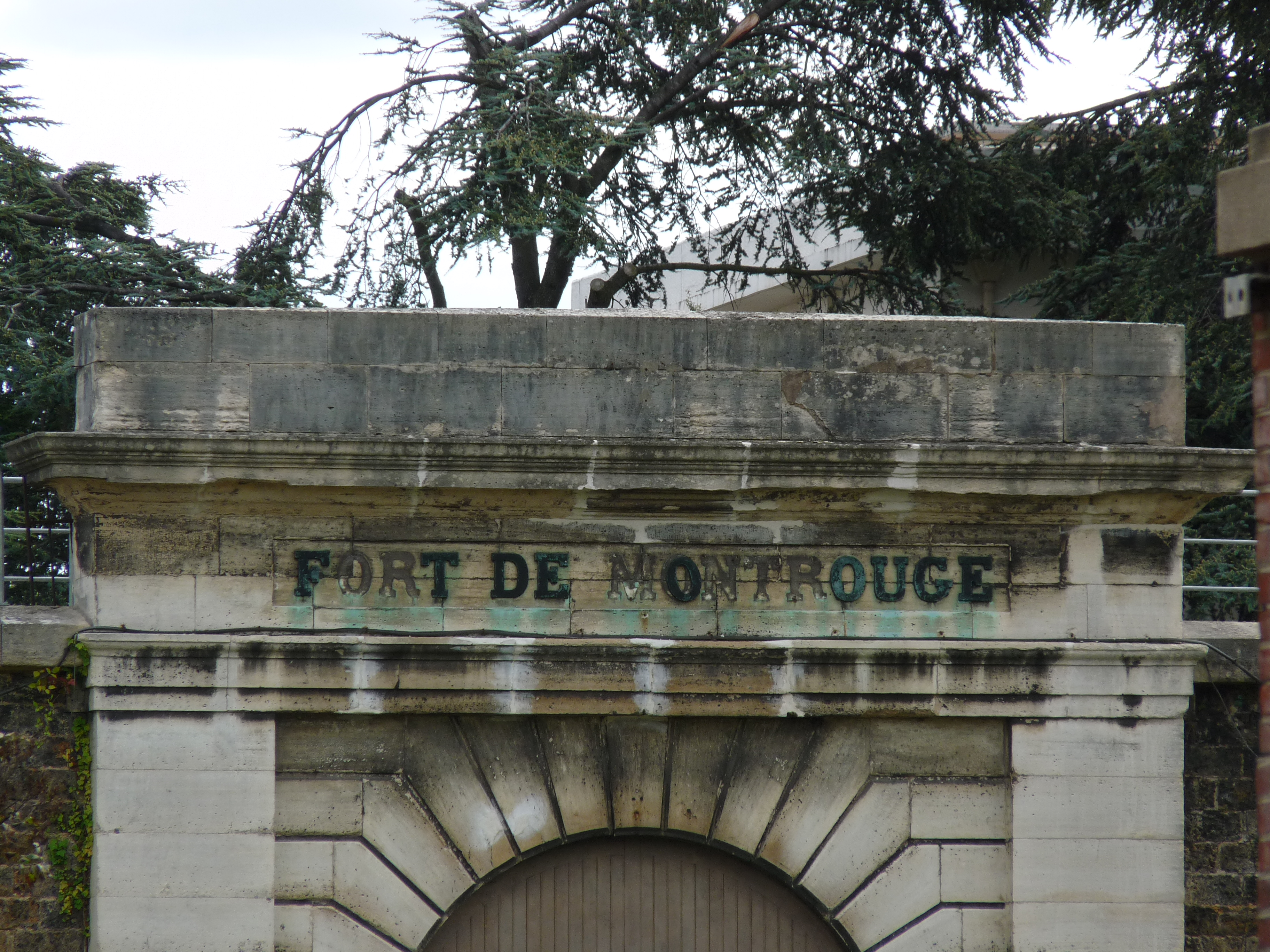
Portal mit Schriftzug

Das Fort de Montrouge ist eine militärische Anlage bei Paris. Das Fort liegt rund 8 Kilometer südlich des Stadtzentrums in Arcueil, Département Val-de-Marne. Es wird durch die Gendarmerie nationale genutzt.

## Geschichte
Das Fort ist eine der 16 militärischen Befestigungsanlagen, die zwischen 1841 und 1844 um Paris herum angelegt wurden. Man bezeichnet sie als Thierssche Stadtbefestigungen. Es wurde am 5. Januar 1871 während der Belagerung von Paris im Deutsch-Französischen Krieg durch preußische Truppen beschossen.
Zwischen den Weltkriegen wurde eine Kaserne für die Gendarmerie gebaut.
Nach der Befreiung von Paris 1944 kam es hier zu Hinrichtungen. So wurden der Schriftsteller Robert Brasillach und der Fußballer Alexandre Villaplane als Kollaborateure exekutiert. Auch andere Täter der Carlingue, bzw. der Gestapo in Frankreich, fanden hier den Tod.
Bekanntester Häftling war hier einige Wochen lang Anfang 1945 Marschall Philippe Pétain.
1953 zog das „Laboratoire central de l’Armement“ (L.C.A.) in die Festungsanlage ein. Heute ist das Fort Sitz des „Établissement Technique Central de l’Armement“ (E.T.C.A).

## Liste der hingerichteten Kollaborateure
- Georges Suarez (Propagandist) † 9. November 1944[5]
- Pierre Bonny und Henri Lafont (Mitglieder der Carlingue), † 27. Dezember 1944[6]
- Alexandre Villaplane, † 27. Dezember 1944
- Paul Chack, † 9. Januar 1945
- Robert Brasillach, † 6. Februar 1945
- Paul Ferdonnet (Propagandist), † 4. August 1945[7]
- Jean Multon, † 10. September 1946
- Fernand de Brinon, † 15. April 1947
- Georges Delfanne, † 1. Oktober 1947
- Jean Bassompierre, † 20. April 1948
- Robert Alesch (Agent der Abwehr / Réseau Gloria) † 25. Januar 1949[8]
- Jean Mamy, † 29. März 1949
- Jacques Desoubrie, † 20. Dezember 1949
- Jacques Desoubries „Duverger“ (Doppelagent / Combat Zone Nord) † 23. Dezember 1949